# Antípaxos
Antípaxos o Andípaxos (en griego Αντίπαξος o Αντίπαξοι) es una pequeña isla jónica, la segunda mayor del archipiélago de Paxoí, situada unos 3 km al sur de Paxós y unos 10 km al sur de Corfú. Administrativamente pertenece a la unidad municipal de Gáios y al municipio de Paxoí, en la unidad periférica de Corfú (periferia de Islas Jónicas). La única población de la isla se denomina también Antípaxos, y en ella residen los 64 habitantes de la isla. El puerto de la isla recibe el nombre de Agrapidiá.

## Geografía física
Antípaxos 4,1 km², buena parte de los cuales están cubiertos de viñedos. Su orografía presenta una cadena montañosa con tres cumbres: Agrilida (Αγριλίδα) la más septentrional y la mayor (117 m s. n. m.), Likhudi (Λιχούδη) y Vigla (Βίγλα), la más meridional. 
Las principales playas de arena son las de Vrika y Vutumi, y las de guijarros, Rodovani y Sarakíniko.

## Transportes
En verano, la isla está comunicada mediante esquife con Gáios (Paxós) y Corfú.